# 砂浜

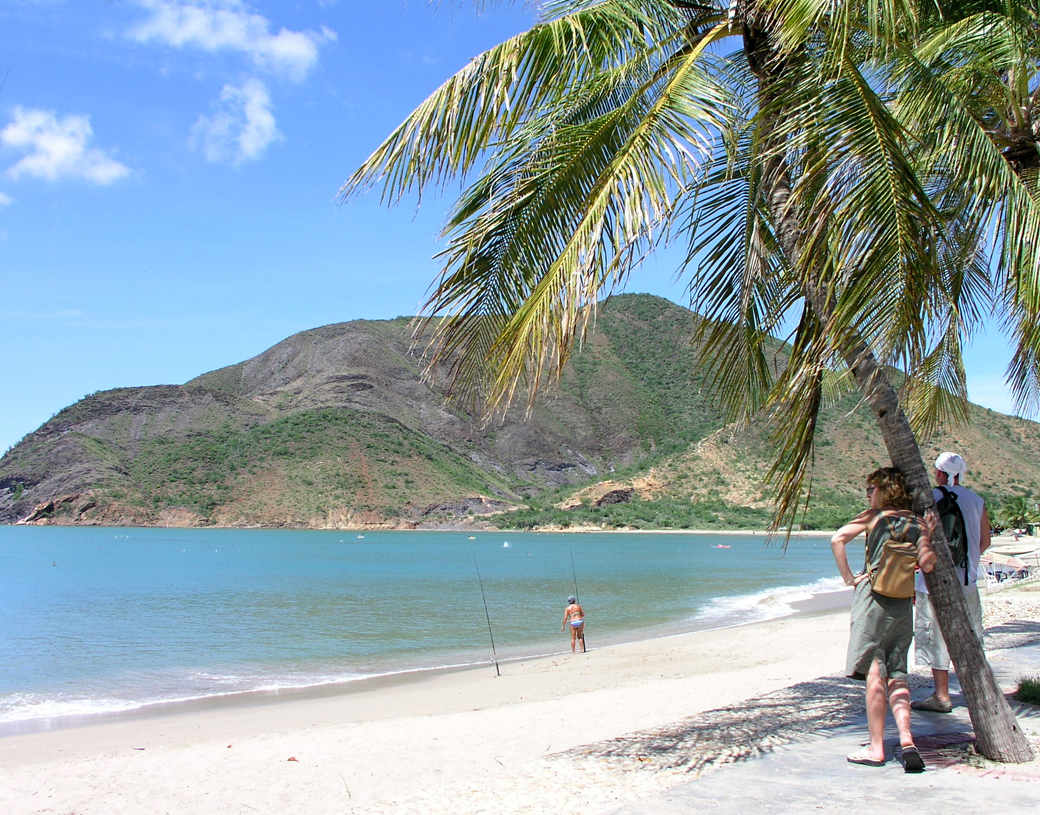
ベネズエラの砂浜

砂浜（すなはま、ビーチ）は、波や風で砂などが運ばれて堆積した水と陸との境界域。

## 概説
浜は波や風で動く砂、泥、貝殻、有機堆積物（植物遺骸）などの堆積物からなる水と陸との境界域である。
サンゴ礁においては、造礁サンゴの活動は新鮮な海水のあるところで活発であり、そのために外洋に向いた浅いところに発達する。海岸線近くは死んだサンゴやサンゴ骨格の破片などが堆積した砂浜となる。サンゴに由来して出来た砂浜は炭酸カルシウムを多く含み白っぽいのが特徴。
特殊な砂の種類には次のようなものがある。
- 鳴き砂（鳴り砂）- 歩くと音が鳴る砂浜がある。このような砂浜の砂を鳴り砂または鳴き砂という。
- 星の砂（星砂）- 有孔虫の殻である。
- レッドサンドビーチ - カナダのプリンスエドワードアイランド州などに見られる、酸化鉄の砂からなる赤い砂浜。
- ピンクサンド・ビーチ - バミューダ諸島、バハマなどに見られる砕けたサンゴからなるピンクの砂浜。
- オレンジの砂浜 - サルデーニャ、ゴゾ島のラムラベイビーチなどに見られる、細かくなった貝殻と石灰岩、火山噴出物との混合物からなる砂浜。
- ブラックサンドビーチ - ハワイの玄武岩の砂からなる黒い砂浜。
- グリーンサンドビーチ - ハワイのカンラン石の砂からなる緑の砂浜。

## 海岸と砂浜
砂は波によってでも容易に移動しやすい粒子であるから、砂からなる海岸というのは、砂が運ばれて来て堆積した海岸、と考えるべきである。外海に面した波当たりの強い場所は岩礁海岸になりやすく、内湾は泥が貯まって干潟になりやすいから、その中間的な部分で砂浜が生じるが、実際には様々な場合がある。

### 地形
砂浜は砂の堆積する場所に成立するが、その砂を運んできた沿岸流に沿って伸び、場合によってはその先端が海岸を離れて突き出す。これを砂嘴（さし）という。砂嘴の先端が陸に着いた場合、これを砂州（さす）という。また、砂州によって陸続きになった島のことを陸繋島（りくけいとう）という。
風で丘が形成された場合は、砂丘と呼ばれる。堤のようになると浜堤と呼ばれる。

### 生物の環境として
砂浜は、基質である砂が固定しておらず、風や波によって変化する上、塩分、乾燥などの条件もあり、生物には暮しにくい環境である。このため独特の生物相を持つ。特にウミガメの産卵は砂浜に限られる。
また、砂は風によって移動するので、海岸の後背地を保全するために防風林の造成が行われることがある。他方、そのように表面が変形、移動しやすい環境ではあるが、人為的な攪乱はまた異なった影響を与える。例えば砂浜に四輪駆動車などで侵入すると深い轍が残り、これが海浜植物やウミガメの子供にとって大きな影響を与えることが知られている。日本では海岸法の改正により、2001年から砂浜への車両の進入を原則禁止するなどの措置が採られている。

### 砂浜に関する問題

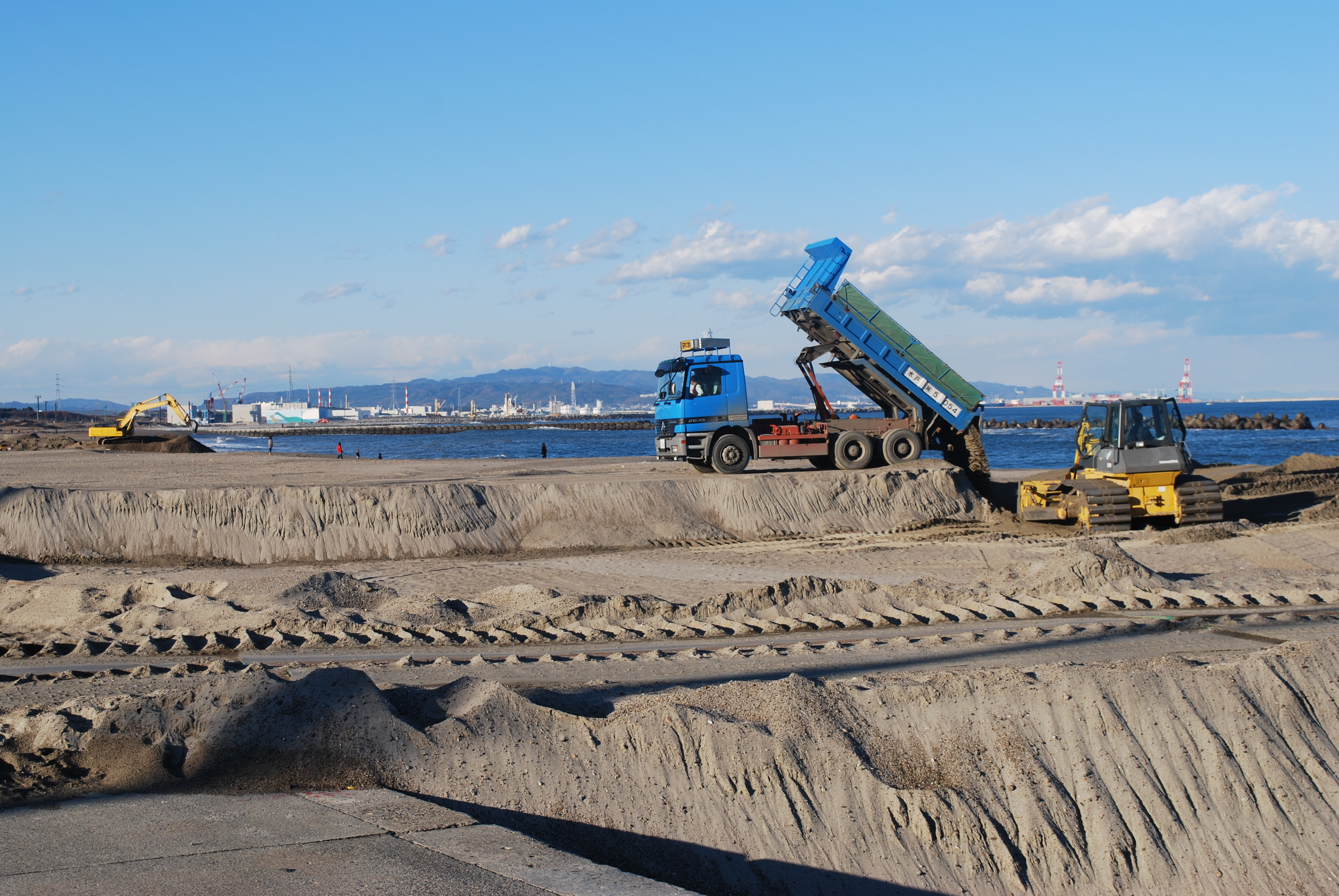
砂浜が浸食により減少したため砂を入れている（阿字ヶ浦海岸・ひたちなか市）

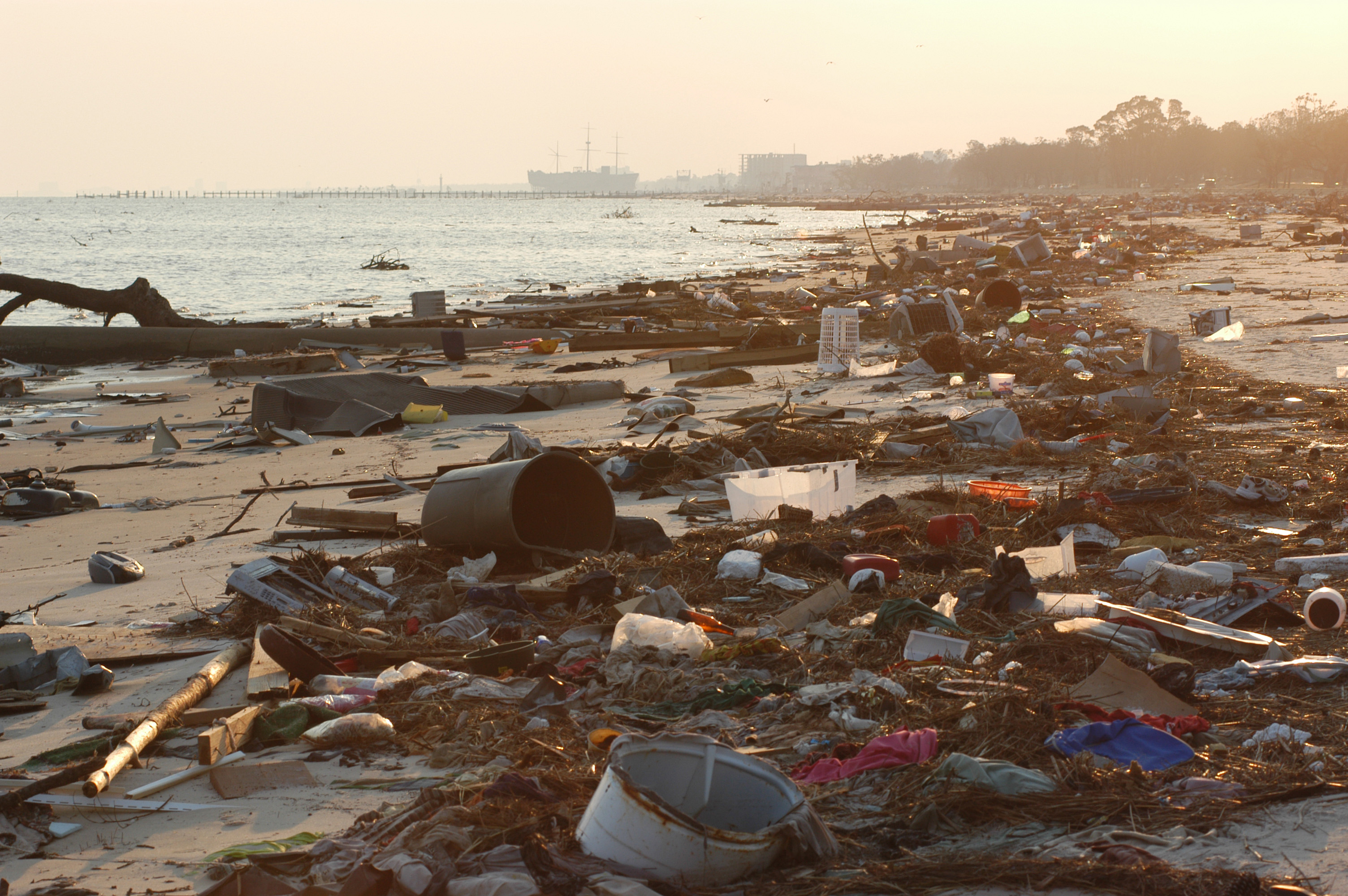
ハリケーン・カトリーナによる漂流・漂着ごみ

河川の護岸による土砂の流出量の減少、河川にダムが作られてダム湖の湖底に土砂の堆積などが起こることによる土砂の流出量の減少、砂や砂利などコンクリートを作る時などに用いられる骨材の採取が進んで砂の絶対量が減少。これらの理由で海に流れ込む砂の量が減り、各地の砂浜で海岸線が侵食される現象が見られる。対策として、波消ブロックの設置、他の場所から輸送してきた砂の投入による養浜が行われている。
例えば三保の松原で有名な静岡市清水海岸では、昭和30年代から昭和40年代初頭にかけて安倍川の砂利採取が行われたことにより、砂の供給がほとんど無くなり、海岸線の侵食が始まった。昭和42年には大規模な砂利採取を止めたものの、その後も侵食がおさまらず、人工岬（ヘッドランド）の設置などの対策がなされている。
海岸浸食は、供給土砂量が不足することなどによって起こる。砂浜浸食の原因は以下のようなものがある。
- ダムや砂利採取や護岸などによる、河川からの土砂供給の減少、それに伴う漂砂量の減少
- 護岸などによる、陸からの土砂供給の減少、それに伴う漂砂量の減少
- 海砂の採取、それに伴う砂の流出
- 港湾や海岸にできた構造物による潮の流れの変化
- 港湾整備などに伴う、海底の掘削、それに伴う砂の流出
- 平均潮位の上昇

また海岸に流れ着く漂着物は、漂流・漂着ごみとなって砂浜を汚染している。シーグラスや流木などを使ったアート作品にする人、ビーチクリーナーと呼ばれる機械、ボランティア、ビーチコーミングなどによって回収される。
砂浜の砂が風で飛散したり拡大し、農業や住環境に影響を及ぼすため防砂林で防いでいる。

## 湖岸と砂浜
浜は海岸だけでなく、湖沼にもできる地形である。浜から運ばれた砂が湖岸に沿って堆積してできる遠浅の緩斜面を「湖棚」と呼ぶ。

## 人間との関わり
安全対策が行われた海水浴場では海開き（浜開き）され、海水浴などのレジャーが行われる。

### 文化

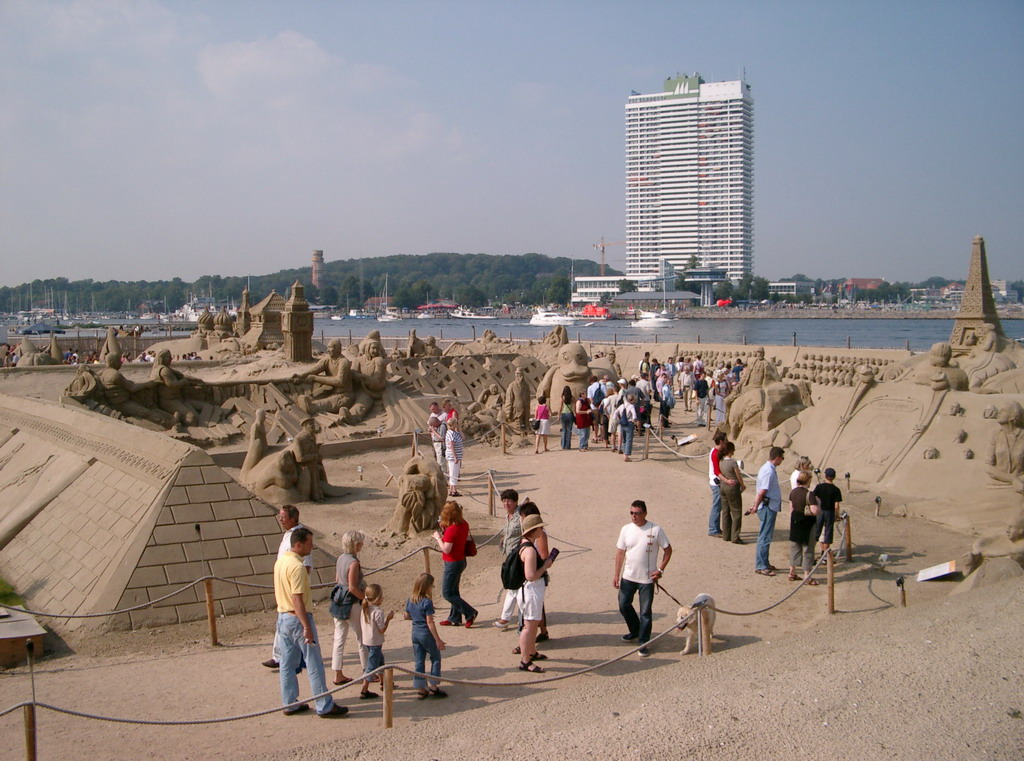
サンドアートフェティバルの砂像

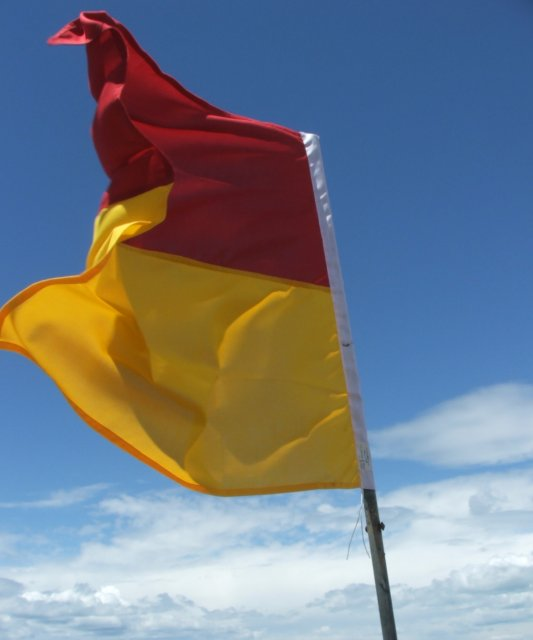
ライフガードやライフセーバーが監視中であることを示す赤と黄色の旗

ブルーフラッグビーチ認証マーク

レジャー

- 砂遊び
- 潮干狩り
- サンドアート
- 日光浴
- 海水浴と、その前の準備運動
- ヌードビーチ
- 海洋療法
- シュトラントコルプ - 海辺に設置された屋根付きの椅子

仕事
- ライフセービング、海難救助隊
- 海の家、レストハウス
- ビーチ小屋
- ビーチコーミング
- 漂着物アート
- 砂絵
- 地引き網

観光サービス認証
環境NPO／NGOの国際環境教育基金 (FEE)が「厳しい基準（環境管理・安全性・水質・教育など）を満たした砂浜、ヨットハーバー、持続可能な船観光事業」に対してブルーフラッグビーチという認証を行う

記念日
- 国際海岸クリーンアップキャンペーンによる国際ビーチクリーンアップデー 9月22日

文学
- 砂浜は季語にはならない。

芸術
日本では、海岸の美しい景観の形容を白砂青松と言う。これは「白い砂浜と青々とした松」によって形成される。美しい松原（マツ樹林）をともなった海岸、とりわけ砂浜を社団法人・日本の松の緑を守る会が100か所選出し、日本の白砂青松100選とした。

### 注意
赤旗
海水浴場では風や波が強い時は、安全のため遊泳禁止発令（赤旗）が掲揚される。

離岸流
流されてしまった場合は、砂浜に平行に移動することとされている。

浮いて待て
溺れたり水難になった場合、とにかく浮いて待つことで救命率が上がるため、海難救助の関係者たちは「浮いて待て」と呼び掛けている。そのため、着衣水泳の講習や、背浮き（背泳ぎのように仰向けになり、手足を開いて大の字になり、力を抜いて、顔だけを出す）の講習が行われる。

テント
砂浜にテントの設営などを行うこともあるが、満潮時の海岸線を考慮しないで設営すると、浸水・水没等の事故が起こるケースがあるので注意が必要である。

火の扱い
海水浴場では、火を扱う事が禁止されている場合がある。炭や薪は砂に埋めても分解されず、更に火が付いたままの炭を踏んで火傷した事故も発生しているため、きちんと回収するよう促している自治体もある。

ゴミ
漂流・漂着ごみは、海洋生物の害になる事もあるのでポイ捨てせずに、持ち帰って適切に処理するのが最善である。
条例で禁止されている地域もある。

砂・石等の持ち帰り
砂を人工的に持ってきて維持していたり、砂の減少に悩んでいる砂浜もあることから、持ち帰りが禁止されている場合がある。例として、イタリアのサルディーニャ島では、最長6年の禁固刑となっている。ハワイでは、2013年から、誤って服などに入ってた場合などは免除されるが、個人的な利用等に関わらず $100,000 以上の罰金刑となっている。日本においては、海岸法 第二章 第八条 によって、許可のない砂や石などの採取は禁止されており、砂利採取法によって認可された業者が土石採取料を支払い採取することが認められている。違反した場合は、原状回復などの対応が求められる。

## 人工砂浜
海水浴客を集める思惑から、人工的に砂浜（人工ビーチ）を造る場合がある。最も有名なのはハワイのワイキキビーチであろう。本来はサンゴ礁の礁池であった場所にカリフォルニア州から砂を運び込んで白い砂の海岸が造成されている。本来の海岸の姿は、島の反対側に広がる溶岩起源の岩石（玄武岩）が砕けて造られた黒い砂利の海岸である。
日本でもいくつか例があるが、波や海流などの自然の力で流出して砂が定着しないことも多く、環境破壊などの点で議会等で問題となった例もある。また、砂の流出に伴って起きた人工砂浜（人工ビーチ）の陥没により死者が出た例（明石砂浜陥没事故）もある。